# Clos-Fontaine
Clos-Fontaine – miejscowość i gmina we Francji, w regionie Île-de-France, w departamencie Sekwana i Marna.
Według danych na rok 1990 gminę zamieszkiwały 262 osoby, a gęstość zaludnienia wynosiła 44 osób/km² (wśród 1287 gmin regionu Île-de-France Clos-Fontaine plasuje się na 951. miejscu pod względem liczby ludności, natomiast pod względem powierzchni na miejscu 614.).